# LIRC

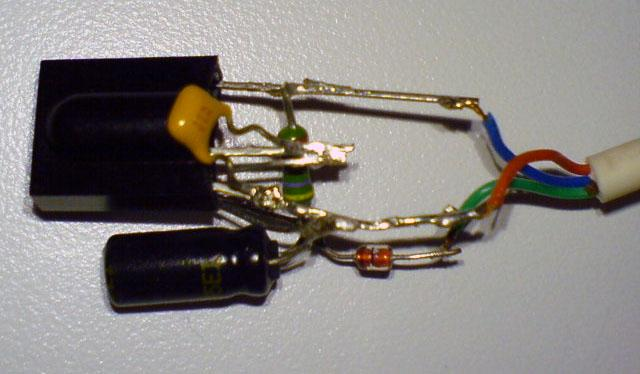
ИК-приёмник, созданный с использованием LIRC

LIRC (Linux Infrared Remote Control — «инфракрасный ПДУ для Linux») — открытый программный пакет, позволяющий принимать и передавать инфракрасные сигналы пользователям операционной системы Linux. Также включены утилиты для анализа принимаемых сигналов, добавления своих пультов и конвертации их кодов. LIRC может работать как со специальным приёмником-передатчиком, так и с самодельными устройствами, при помощи последовательного порта или звуковой карты компьютера.
Порт LIRC для Microsoft Windows называется WinLIRC.

## Описание
LIRC представляет собой связку из:
- модуля ядра
- двух демонов (программ пользовательского режима):
  - один из которых декодирует сигналы от пульта управления, принятые инфракрасным приёмником и предоставляет полученную информацию через сокет и, если используемое аппаратное обеспечение позволяет это, передаёт информацию (команды) обратно на пульт
  - второй, подключаясь к этому сокету, использует эту информацию о нажатиях кнопок пульта для выполнения конечных действий: передвижения указателя мыши, имитации нажатия кнопок мыши или клавиатуры, запуска программ, посылки сообщений системы X Window запущенным программам, и т. п.

## Возможности
- Управление компьютером, на котором установлен демон, при помощи инфракрасного ПДУ. Может быть использовано для управления медиапроигрывателями Kodi, VLC.
- Эмуляция ПДУ для управления бытовой электроникой
- Пользователь может обучать LIRC новым пультам самостоятельно

Сложные устройства, такие как кондиционеры имеют пульты со сложным протоколом, эмуляция которого в LIRC ограничена.